# Southglenn
Southglenn é uma Região censo-designada localizada no estado americano de Colorado, no Condado de Arapahoe.

## Demografia
Segundo o censo americano de 2000, a sua população era de 43.520 habitantes.

## Geografia
De acordo com o United States Census Bureau tem uma área de
25,2 km², dos quais 25,2 km² cobertos por terra e 0,0 km² cobertos por água.

## Localidades na vizinhança
O diagrama seguinte representa as localidades num raio de 8 km ao redor de Southglenn.